# 鬼平犯科帳スペシャル 一本眉
『鬼平犯科帳スペシャル 一本眉』（おにへいはんかちょうスペシャル いっぽんまゆ）は、フジテレビ系列の「金曜プレステージ」で2007年4月6日に放送された単発の時代劇ドラマ。池波正太郎原作の時代劇シリーズ『鬼平犯科帳』のスペシャル版。
地上デジタルとBSフジでの放映時 画角16:9、フィルム撮影、ハイビジョン製作。

## 概要
本作は、二代目中村吉右衛門主演のテレビ時代劇『鬼平犯科帳』のテレビ第1シリーズ第10話「一本眉」のリメイク作品にあたる。キャスティングもレギュラー版に比べて若年化している。

## スタッフ
- 企画 - 能村庸一（フジテレビ）、武田功（松竹）
- プロデューサー - 保原賢一郎（フジテレビ）、後藤博幸（フジテレビ）、足立弘平（松竹）
- 原作 - 池波正太郎 「一本眉」「墨つぼの孫八」より（文春文庫刊）
- 脚本 - 野上龍雄
- 音楽 - 津島利章
- 美術監修 - 西岡善信
- 料理指導 - 阿部孤柳
- テーマ音楽 - インスピレイション / ジプシー・キングス
- ナレーター - 能村太郎
- 監修 - 小野田嘉幹
- 監督 - 井上昭
- 制作 - フジテレビ、松竹株式会社
- 著作 - 松竹株式会社

## キャスト
- 長谷川平蔵 - 二代目中村吉右衛門

- 久栄 - 多岐川裕美

- 酒井祐助 - 勝野洋

- 木村忠吾 - 尾美としのり

- 村松忠之進 - 沼田爆
- 沢田小平次 - 真田健一郎

- 三井忠次郎 - 中村吉之助
- 竹内孫四郎 - 中村吉三郎
- 山崎国之進 - 中村吉五郎

- 盗賊改門番 - 松尾勝人
- 同心 - 中村吉六
- 同心 - 中村吉二郎

- 小林金弥 - 三代目中村歌昇

- 小房の粂八 - 蟹江敬三

- 伊三次 - 三浦浩一

- 大滝の五郎蔵 - 綿引勝彦

- 三次郎 - 藤巻潤
- おとき - 江戸家まねき猫

- 相模の彦十 - 長門裕之

- おまさ - 梶芽衣子

- 与吉 - 山田純大

- おみち - 大路恵美

- 倉淵の佐喜蔵 - 遠藤憲一

- 弥太郎 - 山崎銀之丞

- おもん - 石原舞子
- 長屋の女房 - 南條瑞江

- 柳田 - 谷口高史
- 喜六 - 野口寛
- 半造 - 関貴昭

- 三橋重慶 - 真田実
- 鳶頭 - 本城丸裕
- おしげ - 亜呂奈
- 長屋の女房 - 藤原ひろみ

- 勘助 - 東田達夫
- 佐脇 - 円藤耕成
- 板垣 - 小田島隆
- 白石 - 鎌田栄治

- 伊助 - 上杉祥三

- 茂の市 - 火野正平

- 清洲の甚五郎 - 宇津井健

## 原作との相違
本作は上記の通り同じ単行本に収録されている『墨つぼの孫八』と内容を混合し、オリジナルの要素も組み込んでいるため以下のような相違が見られる。
- 火盗改と甚五郎の接点
- 甚五郎と左喜蔵の接点
- 平蔵と甚五郎の接点
- 左喜蔵の最後
- 甚五郎のその後